# Alexandre Karlovitch Lieven
Pour les autres membres de la famille, voir Lieven.
Prince Alexandre Karlovitch Lieven (en russe : Александр Карлович Ливен), né le 14 janvier 1801 à Moscou, décédé le 17 février 1880 fut général d'infanterie, gouverneur de Taganrog de 1844 à 1853, sénateur du 1853 à 1880.

## Famille
Fils du prince Charles Christophe von Lieven (1767-1844) ministre de l'Instruction publique (1828-1833) et aide de camp de Grigori Potemkine et de Wilhelmine von der Osten-Sacken (1778-1818).
Le 27 septembre 1838, le prince Alexandre Karlovitch Lieven épousa Catherine Pankratjerna (1818-1867)
Six enfants naquirent de cette union :
- Andreï Alexandrovitch Lieven (1839-1913) sénateur et ministre d'État des Domaines impériaux
- Anna Alexandrovna Lieven (1840-1871) en 1862, elle épousa Vassili Olssoufiev
- Élena Alexandrovna Lieven (1842-1915)
- Maria Alexandrovna Lieven (1847-1884), en 1884 elle épousa Platon Bogdanov
- Nikita Alexandrovitch Lieven (1848-1902)
- Iekaterina Alexandrovna Lieven (1849-1918), en 1879, elle épousa Nikolaï Bogoljepov (1846-1901)
- Olga Alexandrovna Lieven (1856-1923), en 1879, elle épousa Vassili Davidov[1].

## Biographie
Issu d'une noble famille d'origine allemande de Livonie, Alexandre Karlovitch Lieven reçut une bonne éducation. En 1820, le prince intégra un régiment de grenadiers et fut promu Lieutenant. En 1824, il reçut son affectation pour un régiment de Moscou, Nicolas Ier de Russie le nomma son propre aide de camp. Au cours de la guerre russo-turque de 1828-1829, sous le commandement du général Alexandre Menchikov, il prit part au siège de Varna (juillet au 29 septembre 1828). Au cours de l'insurrection de Pologne en novembre 1831, son régiment eut à maîtriser les rebelles polonais, le prince participa également au siège de Varsovie et à celui de la forteresse de Modlin défendue par le général néerlandais Herman Willem Daendels (1762-1818), commandant des troupes polonaises, celui-ci se rendit aux troupes russes le 1er décembre 1813. La guerre terminée, Alexandre Karlovitch Lieven fut promu colonel et incorpora le régiment Préobrajensky. En 1838, il fut nommé aide de camp du commandant du cinquième corps d'infanterie, le lieutenant Anders, en 1842 promu major-général et commandant en second de Sébastopol. 

### Carrière politique
En 1844, Nicolas Ier de Russie  nomma Alexandre Karlovitch Lieven gouverneur de Taganrog, il demeura à ce poste jusqu'en 1853. Cette même année il fut nommé sénateur et lieutenant-général. Il présida la Commission d'inspection de Moscou en 1857. La même année, le prince fut admis comme membre de la Société philanthropique  et présida la Commission installée à Moscou. En 1875, il fut élevé au grade de général d'infanterie.